# NGC 323

NGC 323

في الفهرس العام الجديد NGC 323 هي مجرة إهليلجية تقع على مسافة تقارب 348 مليون سنة ضوئية (109 مليون فرسخ فلكي ) في إتجاة كوكبة العنقاء اكتشفت في 3 أكتوبر 1834 من قبل جون هيرشل. ووصفها جون دراير بأنها "خافتة جدا، صغيرة ومستديرة، أكثر سطوعا في الوسط، غرب NGC 328.

## وصلات خارجية
- NGC 323 على موقع ويكي سكاي: DSS2, SDSS, GALEX, IRAS, Hydrogen α, X-Ray, Astrophoto, Sky Map, Articles and images